# Maher Hasnaoui
Maher Hasnaoui (22 september 1989) is een Tunesisch wielrenner die anno 2017 rijdt voor Skydive Dubai-Al Ahli Pro Cycling Team.

## Carrière
In 2009 werd Hasnaoui Tunesisch kampioen op de weg. 
In 2015 werd hij tweede op het nationaal kampioenschap tijdrijden, achter Rafaâ Chtioui. Een jaar later won Hasnaoui de titel, en werd hij derde in de wegrit.
In 2017 won Hasnaoui de vierde etappe van de Ronde van Tunesië, door Wajdi Homrani te verslaan in een sprint-à-deux.

## Overwinningen
2009
 Tunesisch kampioen op de weg, Elite
2013
Trophée de la Maison Royale
2015
UAE Cup
2e etappe Jelajah Malaysia (ploegentijdrit)
1e etappe Ronde van Al Zubarah
Eindklassement Ronde van Al Zubarah
2016
 Tunesisch kampioen tijdrijden, Elite
2017
4e etappe Ronde van Tunesië

## Ploegen
- 2014 –  Skydive Dubai Pro Cycling Team
- 2015 –  Skydive Dubai Pro Cycling Team-Al Ahli Club[1]
- 2016 –  Skydive Dubai Pro Cycling Team-Al Ahli Club
- 2017 –  Skydive Dubai-Al Ahli Pro Cycling Team

Al Ali · Alhammadi · Desmal · Haddi · Hasnaoui · Ibrahim · Jelloul · Mancebo · Mehrab · Obaid · Zmorka